# Vi de la terra Eivissa
El Vi de la terra d'Eivissa és una indicació geogràfica utilitzada per designar els vins tradicionals de l'illa d'Eivissa, regulada des del 1996.

## Història
A l'illa d'Eivissa l'activitat vitivinícola s'inicià el segle vii aC, durant la presència dels fenicis. D'aquesta època s'han trobat vasos i àmfores que els fenicis utilitzaven per emmagatzemar el vi d'Eivissa. A l'època púnica, els principals vins consumits al llevant de la Península procedien d'Eivissa, i eren transportats dins àmfores fenícies. Els coneixements vitivinícoles eren prou importants, fins al punt que foren els pobladors de l'illa els qui introduïren la producció vinícola a les zones pròximes de la Península. La presència dels romans a l'illa contribuí a la millora de l'activitat vitivinícola, introduint noves tècniques de cultiu i millorant els processos de vinificació.
El segle xix fou el de màxima esplendor envers el cultiu de la vinya i de la producció de vi. L'any 1862 feu acte de presència la plaga de la fil·loxera a França. Aquest fet, els bons preus i la facilitat de venda cap al mercat francès determinaren un important impuls de l'activitat vitivinícola. L'any 1867, l'Arxiduc Lluís Salvador quantificà la superfície de vinya, a l'illa, en més de 45 ha i la producció de vi en 232 hl.
A finals del segle xix aparegué la fil·loxera a la comarca, deixant abatudes les vinyes de la zona. Aquest fet i els incentius atorgats mitjançant subvencions comunitàries, per arrabassar multitud de vinyes, han dificultat terriblement la recuperació de l'activitat vitivinícola. Malgrat això, els pagesos d'Eivissa continuaren l'activitat vitivinícola durant tot el segle xx, i fins avui. Prova d'això és la "Festa del vi de Sant Mateu" que se celebra el mes de desembre a la localitat de Sant Mateu d'Albarca. A aquesta festa, a la qual hi assisteixen persones de tota l'illa, els pagesos hi presenten el vi novell.
Però no és fins als anys noranta quan s'inicià la vertadera revolució del vi d'Eivissa, moment en què dos vinicultors, elaboradors de raïm de la seva propietat, apostaren per la qualitat i invertiren en moderna tecnologia en els seus cellers. El 15 de novembre de 1996 es regula la utilització de la menció "Vi de la terra Eivissa". Actualment la producció és molt limitada, per la qual cosa aquests vins es destinen a una clientela selecta i no és fàcil la seva adquisició a tots els mercats.

## Geografia
L'illa d'Eivissa es caracteritza per una orografia en la qual hi destaquen dues agrupacions de muntanyes d'una altitud no superior al 500 m. Entre les muntanyes que conformen aquestes dues agrupacions hi ha petites valls molt aptes per al cultiu de la vinya. Els sòls, formats a partir de calcàries, dolomies i margues, són majoritàriament argilosos, de tipus bruns vermellosos amb un horitzó de crosta calcària.
Aquesta comarca vitivinícola presenta un clima mediterrani subtropical sec, que es caracteritza per un l'elevat nombre d'hores de sol, estius de temperatura i humitat elevades, i hiverns amb temperatures moderades. Les pluges són escasses i concentrades a la tardor.

## Vins
Hi destaquen els vins negres elaborats amb monestrell, varietat tradicionalment cultivada a l'illa i molt ben adaptada. Són vins de color cirera o picota, brillants i transparents. Predominen les aromes de fruita madura (maduixa), caramel de maduixa, notes perfumades i en alguns casos hi destaca la farigola. La farigola, tradicionalment, es va utilitzar per evitar l'embussament dels cubs de fermentació, per tant es podria dir que és un atribut destacable i identificatiu del vi d'Eivissa. En boca són vins amb cos, densos, arrodonits i càlids, el final és llarg i amb records de fruita amb aiguardent. Les varietats de raïm negre utilitzades són monestrell, ull de llebre, cabernet sauvignon, merlot i sirà.
Pel que fa als vins blancs, destaquen els elaborats amb macabeu com a varietat principal. Són vins amb un bon color groc de llimona o palla, amb aromes de fruita madura (poma) i flors. En boca són frescs, estilitzats i equilibrats, i tenen un bon pas i un final de fruita molt madura. Les varietats de raïm blanc utilitzades són macabeu, parellada, malvasia, chardonnay i moscatell.
La graduació alcohòlica mínima és: vi blanc 11,0°, vi rosat 11,5°, i vi negre 12,0°. L'acidesa total mínima ha de ser de 4,5 g per litre d'àcid tàrtric i l'acidesa volàtil no pot ser superior a 0,8 g per litre, expressada en àcid acètic.